# پیر (نام)
پیِر (به فرانسوی: Pierre) نام کوچک فرانسوی برای مردان و معادل پیتر در زبان انگلیسی است (ممکن است به عنوان نام خانوادگی یا نام مکان نیز به کار رود). این لغت در فرانسوی به معنای صخره یا سنگ است و از واژهٔ یونانی «Petros»  گرفته شده.

## نام کوچک
- پیر آگوست رنوآر (۱۹۱۹-۱۸۴۱)، نقاش فرانسوی
- پیر کوری (۱۹۰۶-۱۸۵۹)، فیزیک‌دان و شیمی‌دان فرانسوی
- پیر کاردن (۱۹۲۲) طراح مد فرانسوی
- پیر بوردیو (۲۰۰۲-۱۹۳۰) جامعه‌شناس و فیلسوف فرانسوی

## نام خانوادگی
- روژه پیر (۱۹۲۳-۲۰۱۰)، هنرپیشه اهل فرانسه